# Eremurus azerbajdzhanicus
Eremurus azerbajdzhanicus är en grästrädsväxtart som beskrevs av Sigismund Semenovich Kharkevich. Eremurus azerbajdzhanicus ingår i släktet Eremurus och familjen grästrädsväxter. Inga underarter finns listade i Catalogue of Life.